# Anthony Bernard Paul
Anthony Bernard Paul (* 6. Juli 1953 in Alor Setar, Malaysia) ist ein malaysischer Geistlicher und römisch-katholischer Bischof von Melaka-Johor.

## Leben
Anthony Bernard Paul empfing am 21. Juli 1989 das Sakrament der Priesterweihe für das Bistum Penang.
Papst Franziskus ernannte ihn am 19. November 2015 zum Bischof von Melaka-Johor. Die Bischofsweihe spendete ihm sein Vorgänger Paul Tan Chee Ing SJ am 12. Januar desselben Jahres. Mitkonsekratoren waren der Erzbischof von Kuala Lumpur, Julian Leow Beng Kim, und der Bischof von Penang, Sebastian Francis.